# Universidad Metodista de Piracicaba
La Universidad Metodista de Piracicaba (en portugués: Universidade Metodista de Piracicaba ), también conocida como Unimep, es una institución brasileña de educación superior privada ubicada en el estado de São Paulo.
La universidad ofrece actividades de enseñanza, investigación y divulgación, en diversas áreas de conocimiento. Sus orígenes datan de 1964 como un conjunto de facultades acreditadas individualmente a las cuales se les otorgó el estatus de universidad en 1975, convirtiéndose en la primera universidad metodista en América Latina. La institución está patrocinada por el Instituto Educacional Piracicabano (IEP) y tiene cuatro campus, dos de ellos ubicados en Piracicaba, uno en Santa Bárbara d'Oeste y uno en Lins.
En un informe de 2016 del Instituto Nacional de Estudios E Investigaciones Educativas Anísio Teixeira, una organización no gubernamental cuasiautónoma dependiente del Ministerio de Educación responsable de la evaluación de la calidad de las instituciones de educación superior en Brasil, Unimep obtuvo un índice general de titulaciones (IGC, Índice Geral de Cursos, en portugués) de 2.6478 (en una escala de 0-5) y se calificó en el nivel 3 (en una escala de 1-5) como resultado de la evaluación de los cursos de 40 grados. En su evaluación de 2016, Guia do Estudante, una guía universitaria brasileña, clasificó a Unimep como la segunda mejor universidad privada del interior del estado de Sao Paulo, y 14 ° en el ranking global del estado.

## Historia

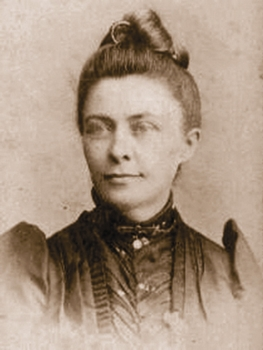
La misionera Martha Watts, fundadora de Colégio Piracicabano, de donde surgió la Unimep.

La historia de Unimep se remonta a 1881, cuando la misionera estadounidense Martha Watts fundó en Piracicaba la primera escuela metodista de Brasil, Colégio Piracicabano. En 1964, la escuela comenzó a ofrecer cursos de educación superior en economía, administración y contabilidad, denominados facultades integradas. Con esa expansión, en 1975, el Ministerio de Educación reconoció a Unimep como una universidad.
En 1980, la UNIMEP patrocinó y organizó el 32º congreso de la Unión Nacional de Estudiantes, y eligió a Aldo Rebelo, vinculado al Partido Comunista de Brasil, como su presidente. El entonces rector de UNIMEP intercedió personalmente ante el ministro de justicia del gobierno brasileño, en ese momento bajo una dictadura militar, para permitir la movilización estudiantil. El congreso reunió a 4.000 estudiantes en Piracicaba y permitió la reestructuración de la Unión Nacional de Estudiantes.

## Estructura y oferta educativa
Unimep está estructurado en facultades, que a su vez están estructuradas en varios cursos de grado:
- Facultad de Ingeniería, Arquitectura y Urbanismo (arquitectura y urbanismo, ingeniería civil, ingeniería alimentaria, ingeniería de control y automatización, ingeniería de producción, ingeniería eléctrica, ingeniería mecánica, ingeniería química, producción mecánica, química, química industrial, matemáticas, procesos metalúrgicos, procesos químicos );
- Facultad de Ciencias de la Salud (biología, educación física, enfermería, farmacia, fisioterapia, medicina veterinaria, nutrición);
- Facultad de Odontología (odontología);
- Facultad de Comunicación e Informática (cine y audiovisuales, diseño gráfico, fotografía, periodismo, sistemas de información, publicidad, radio-TV-internet, redes informáticas);
- Facultad de Humanidades (historia, filosofía, inglés, portugués, música, psicología, educación, traducción e interpretación al inglés);
- Facultad de Derecho (derecho);
- Facultad de Administración y Negocios (administración, economía, contabilidad, negocios internacionales, relaciones internacionales, gastronomía, comercio exterior, marketing, gestión de producción industrial, gestión de recursos humanos, logística).

## Relaciones internacionales
Unimep ha firmado acuerdos de asociación con universidades en países de todo el mundo, como Alemania, Angola, Argentina, Bélgica, Chile, Colombia, Corea del Sur, Costa Rica, Cuba, España, Estados Unidos, Finlandia, Reino Unido, Italia, Japón, México, Mozambique, Paraguay, Portugal, Taiwán, Ucrania y Uruguay. La Universidad también es miembro activo de la Asociación Internacional de Escuelas, Colegios y Universidades Metodistas (IAMSCU), cuya presidencia ha ocupado en varias ocasiones. Está asimismo asociada a la EUROSCI Network, siendo desde 2018 la primera universidad de la Red fuera del continente europeo y primera en Brasil.